# Achterkant van de maan

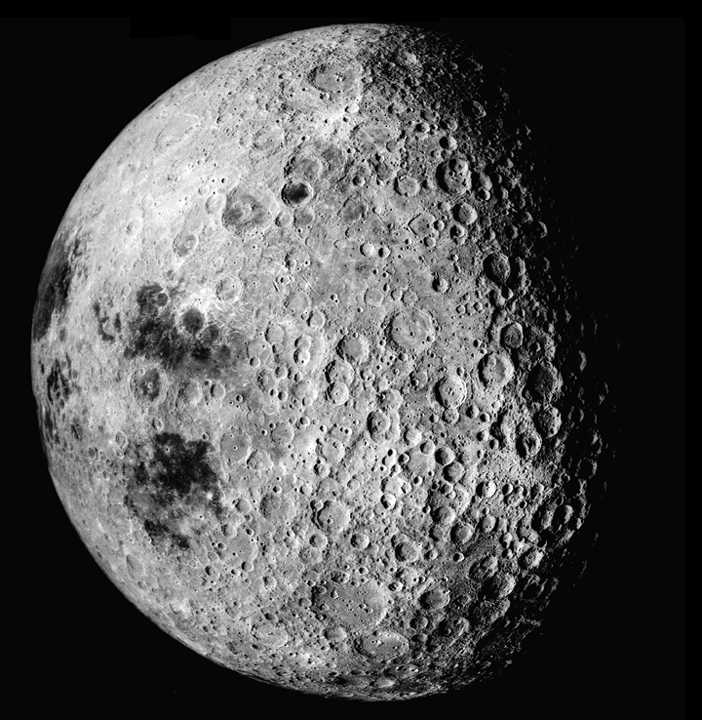
Het oostelijk gedeelte van de achterkant van de maan, gefotografeerd tijdens de missie van Apollo 16 in april 1972.

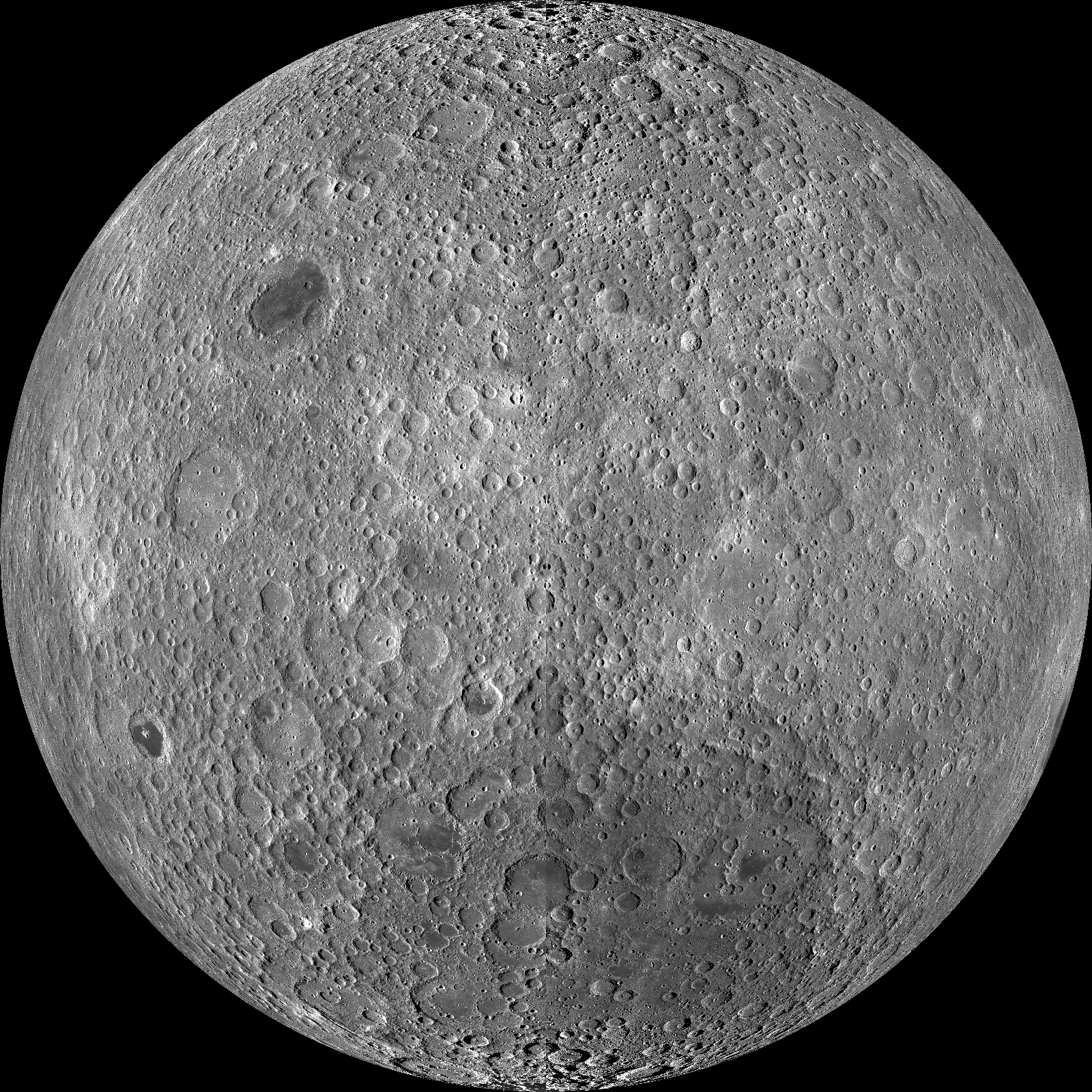
Mosaic van de achterkant van de maan, gefotografeerd door de Lunar Reconnaissance Orbiter tussen 2009 en 2011.

De achterkant van de maan is het halfrond van de maan dat op enig moment van de aarde afgekeerd is. Met de achterkant van de maan wordt zonder meer bedoeld het deel van het oppervlak van de maan dat nooit vanaf de aarde zichtbaar is. Dit beslaat 41% van het gehele oppervlak. Daarnaast zijn er randgebieden die beperkt zichtbaar zijn.
Dat een deel van het oppervlak nooit zichtbaar is, komt doordat de omlooptijd van de asrotatie van de maan dezelfde is als die van haar omloop rond de aarde, namelijk een siderische maand. Door de libratie is dit deel minder dan de helft.
De achterkant werd voor het eerst gefotografeerd door de sonde Loena 3 van de Sovjet-Unie in 1959, wat toen een grote sensatie was. De bemanning van de Amerikaanse Apollo 8-missie zag in 1968 de achterkant voor het eerst direct.
De achterkant wordt gekenmerkt door een groot aantal inslagkraters en relatief weinig maria. De achterkant bevat de, voor zover bekend, op een na de grootste inslagkrater van het zonnestelsel, het Zuidpool-Aitken-bekken.
Er is geen directe radiocommunicatie mogelijk tussen de aarde en een satelliet die zich achter de maan bevindt, of tussen de aarde en op de achterkant van de maan geplaatste apparatuur. Radiocommunicatie is wel mogelijk via een tussenstation in een baan om de maan of bijvoorbeeld in een baan om aarde-maan-lagrangepunt L2. Een positie achter de maan of op de achterkant van de maan kan ook een voordeel zijn, namelijk bij ruimtewaarnemingen die normaal door aardse radiosignalen gestoord worden.

## Achtergrond
De achterkant van de maan wordt door astronomen gedefinieerd als het stuk van de maan dat nooit zichtbaar is vanaf de aarde. De achterkant dient niet te worden verward met de donkere kant van de maan (het halfrond dat niet door de zon wordt beschenen op een bepaald tijdstip). Zowel de voorkant als achterkant ontvangen evenveel licht van de zon. Toch wordt de term donkere kant nog vaak gebruikt om aan de achterkant te refereren.

### Donkere achterkant enkel tijdens volle maan
De achterkant van de maan is gedurende volle maan inderdaad zo goed als gitzwart omdat slechts het uiterst zwakke licht van sterren, alsook van de Gegenschein (Oppositielicht) en de buitenplaneten Jupiter en Saturnus, het maanoppervlak beschijnt. Het albedo van de bovenste stoflaag op het maanoppervlak is echter veel te zwak om gereflecteerd licht van de sterrenhemel en van de buitenplaneten zichtbaar te maken.

### Kraterrijk landschap
De achterkant van de maan ziet er duidelijk anders uit dan de voorkant. Slechts 2,5% van het oppervlak van de achterkant van de maan wordt bedekt door zeeën, terwijl de voorkant voor 31,2% uit zeeën bestaat. De reden hiervoor is onduidelijk; een mogelijke verklaring hiervoor is de hogere concentratie van hitte-producerende elementen aan de voorkant, zoals te zien is op geochemische kaarten gemaakt door de Lunar Prospector.

## Verkenning

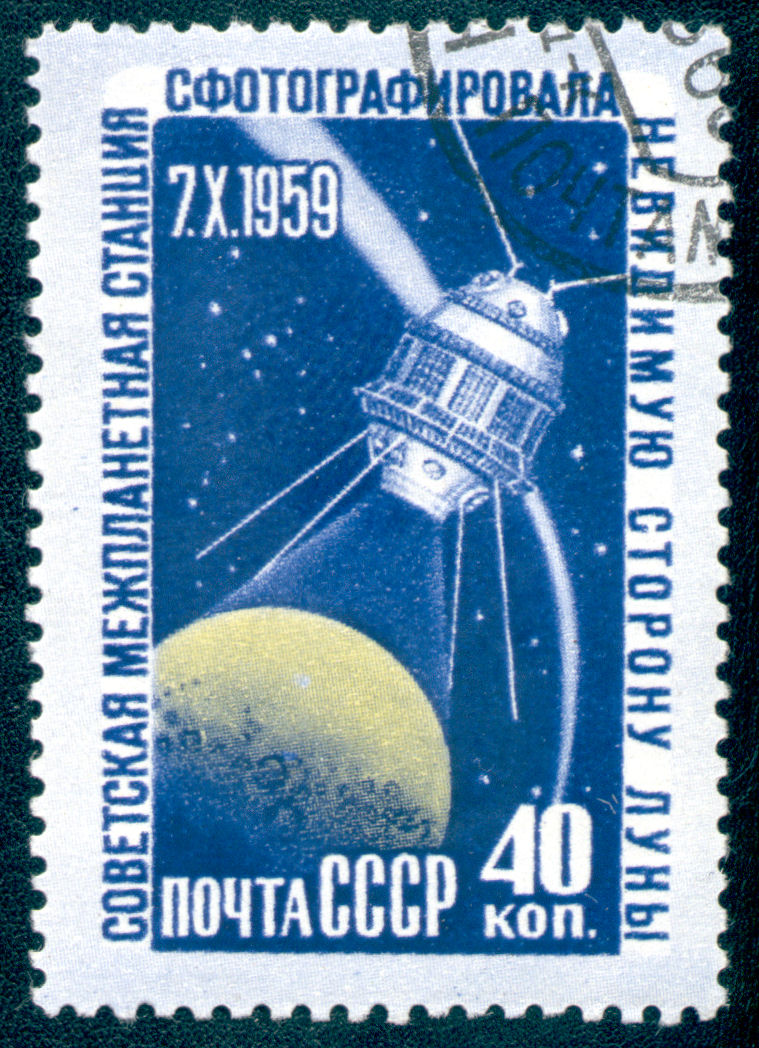
Sovjet-Unie postzegel uit 1959 ter viering van de eerste foto’s van de achterkant van de maan

Tot aan de late jaren 50 van de 20e eeuw was er maar weinig bekend over de achterkant van de maan. Door libratie kon af en toe wel een glimp worden opgevangen van de achterkant, maar het gebied dat zo geobserveerd kon worden besloeg slechts 18% van de totale achterkant. Bovendien werden deze stukken altijd onder een lage hoek gezien, waardoor bruikbare observatie niet mogelijk was. De achterkant was dan ook onderwerp van veel speculatie onder astronomen.
Een van de bekendste stukken van de achterkant van de maan die door libratie is geobserveerd is de Mare Orientale, een inslagkrater met een diameter van 1000 kilometer.
Op 7 oktober 1959 nam de Sovjet-sonde Loena 3 als eerste foto’s van de achterkant van de maan, waarvan er 18 bruikbaar waren voor studie. Deze foto’s toonden een derde van het totale oppervlak dat niet zichtbaar was vanaf de aarde. De foto’s werden geanalyseerd, waarna op 6 november 1960 de eerste atlas van de achterkant van de maan werd uitgebracht door de Russische Academie van Wetenschappen. De atlas bevatte een overzicht van 500 kenmerken van het landschap. Een jaar later werd de eerste globe (schaal 1:13 600 000) uitgebracht.
Op 20 juli 1965 werd een andere Sovjet-sonde, de Zond 3, naar de achterkant van de maan gestuurd. Deze nam 25 foto’s van goede kwaliteit. Deze foto’s hadden een betere resolutie dan die van de Loena 3 en toonden onder andere ketens van kraters die honderden kilometers lang waren. In 1967 werd het tweede deel van de atlas gepubliceerd in Moskou, gebaseerd op data van de Zond 3. De atlas omvatte nu 4000 kenmerken van de achterkant van de maan.
Daar veel van de prominente landschappen aan de achterkant van de maan werden ontdekt door Russische wetenschappers, kregen deze ook Russische namen. Dit zorgde voor enige controverse, vooral toen de Internationale Astronomische Unie besloot de namen intact te laten.
De achterkant van de maan werd voor het eerst rechtstreeks door mensen gezien tijdens de Apollo 8-missie in 1968. Astronaut William Anders was een van de astronauten aan boord. Hij omschreef wat hij zag als een landschap vol gaten en heuvels, maar zonder enige definitie.
Nadien is de achterkant van de maan nog gezien door crewleden van de Apollo 10 tot en met Apollo 17 en talloze keren gefotografeerd door sondes.

## Bemande landing in krater Tsiolkovskiy
Harrison Schmitt, de enige wetenschappelijke astronaut die tijdens het Apolloprogramma de maan bewandelde, stelde voor om een bemande landing te laten uitvoeren op de donkere vloer van krater Tsiolkovskiy op de achterkant van de maan. Gezien het feit dat zo'n onderneming als bijzonder risicovol werd beschouwd omdat directe radiocommunicatie met de Aarde onmogelijk was, werd van dit plan afgezien. Een Apollomissie met een bijkomende kunstmaan op een verankerde positie in de nabijheid van de maan, om radiocommunicatie alsnog mogelijk te maken, zou nog meer hebben gekost dan eender welke van de zes bemande landingen op de voorkant van de maan.

## Landing in 2019
De eerste zachte landing op de achterkant van de maan is in 2019 uitgevoerd door het nationale ruimtevaartcentrum van de Volksrepubliek China. Het heeft in juni 2018 de communicatiesatelliet Queqiao in een baan om aarde-maan-lagrangepunt L2 geplaatst, als voorbereiding op de landing van een maanlander en een rover met de sonde Chang'e 4, die op 3 januari heeft plaatsgevonden in het Zuidpool-Aitken-bekken. Deze zullen gedurende ongeveer een half jaar onderzoek doen. Aan boord van de maanlander is ook in Nederland ontwikkelde apparatuur meegegaan voor het verrichten van stralingsmetingen.

## Radiotelescoop
Daar de achterkant van de maan is afgeschermd van radiosignalen afkomstig van de aarde, is het volgens astronomen een geschikte plaats voor een radiotelescoop. Kleine schaalvormige kraters vormen een natuurlijke formatie voor een vaste telescoop zoals de Arecibo in Puerto Rico.
Om een dergelijk plan in praktijk te brengen moeten veel problemen overwonnen worden. Zo kan het fijne stof van de maan de apparatuur beschadigen. Ook moeten onderdelen van de telescoop worden beschermd tegen de effecten van zonnevlammen.
Ten slotte moet men bedenken dat waarschijnlijk nog een satelliet (of een relaiszender elders op de maan) nodig is om de gegevens van de telescoop naar de aarde te zenden, aangezien een rechtstreekse radioverbinding niet mogelijk is.